# COCOLORS
『COCOLORS』（コカラス）は、2017年12月2日に公開された神風動画によるオリジナル中編アニメーション作品。監督は横嶋俊久。
タイトルは、日本語の感情や「心」を意味する「COCOLO」と英語の「COLOR」を掛け合わせた造語である。キャッチコピーは『この灰色の空に“こころ”はあるのだろうか』

## 概要
神風動画のプロジェクトである『ガソリンマスクシリーズ』の一環として制作され、国内外で多くの賞を受賞するなど高い評価を受けた。
作品の題材としている木版画の要素を絵作りに反映しており、主線（おもせん）と呼ばれる黒いラインを再現するために、3DCGで作られているものの版画と同じような工程を踏んで輪郭のラインを抽出している。
完成までの制作過程を徳島で開催されているマチ★アソビで定期的に報告していたプロジェクトであり、2014年の段階でティザーMVを世界最速公開するイベントが行われ、その際に中編作品になることが言及されている。2016年5月のイベント時に「次回完成した本編を上映する」という宣言をしたものの、同年10月の段階では本編上映ができる状態ではなく、マウスプロモーション／スタジオマウスの代表である納谷僚介に依頼をして生で声や音をつける「スペシャルコラボLIVE」という名の上映イベントを眉山山頂で開催し、観客との約束を守る形となる。このイベントの反響が大きかったため、2017年2月にこのスタイルのまま東京・新宿バルト9で2日間（4公演）のみ限定上演された。その後、追加カットや声・音楽を収録して完成した劇場版がカナダ・モントリオールで開催された第21回ファンタジア国際映画祭でアニメーション部門の最優秀アニメーション賞にあたる「今敏賞」の短編部門を受賞。日本での初上映は、2017年12月の下北沢トリウッド。異例のロングランとなる。
2018年度（第21回）文化庁メディア芸術祭アニメーション部門では優秀賞を受賞。上映スタイルもパフォーマンス「COCOLORS-VvsS-」として、エンターテイメント部門で審査委員会推薦作品に選出された。Blu-rayは神風動画より期間限定で発売された。

## 登場人物
アキ
声 - 高田憂希 / 石井あめり（子供時代）
フユ
声 - 秦佐和子 / 岩田龍門（子供時代）
シュウ
声 - 岩中睦樹 / 徐斌（子供時代）
ギドク
声 - てらそままさき / 市来光弘（スペシャルコラボLIVE）
ヤキン
声 - 亀井芳子 / 古賀瑠（子供時代） / 高井舞香（スペシャルコラボLIVE）
マトイ／ヤマテ
声 - 加藤央睦（子供時代） / 桑原由気（スペシャルコラボLIVE）
チボ
声 - 中澤やよい / 池杉奏汰（子供時代） / 市来光弘（スペシャルコラボLIVE）

## スタッフ
- 脚本・コンテ・演出・監督 - 横嶋俊久
- キャラクターデザイン - 鈴木理
- 世界観設計 - 橋口コウジ
- 造形美術 - 鎌田光司
- 美術監督 - 末弘由一
- CGアニメーション監督 - 石黒英彦
- 撮影監督 - 上遠野学
- 編集 - 廣瀬清志 (エディッツ)
- 音楽監督 - 阿部隆大
- 音響監督 - 納谷僚介
- 製作 - 神風動画